# Bembrops nelsoni
Bembrops nelsoni är en fiskart som beskrevs av Thompson och Royal D. Suttkus 2002. Bembrops nelsoni ingår i släktet Bembrops och familjen Percophidae. Inga underarter finns listade.